# Пузиков Олександр Юрійович
Олекса́ндр Ю́рійович Пу́зиков (1986—2019) — старшина Збройних сил України, учасник російсько-української війни.

## Життєпис
Народився 1986 року в місті Нікополь; закінчив Нікопольський професійно-технічний ліцей № 42 (за фахом електрозварника). В 2004—2013 роках проходив військову службу у в/ч А1314 «Е» міста Дніпро — на посадах водія, командира відділення, заступника командира взводу, старшини роти. Протягом 2008—2009 років — в складі Українського контингенту у Косові. Після звільнення з військової служби з 2013 по 2016 рік працював у 2-му ДПРЧ міністерства надзвичайних ситуацій (місто Дніпро, старший водій).
Повернувся на військову службу, 6 березня 2019 року підписав черговий контракт. Старшина, старший стрілець 1-ї роти 24-го батальйону «Айдар».
24 травня 2019-го загинув під час виконання службових обов'язків біля Торецька від осколкового поранення під час мінометного обстрілу. Того дня в передвечірню пору поблизу селища Шуми (Торецька міська рада) із напрямку окупованої Горлівки терористи протягом години випустили 13 мін калібру 120 та 82 мм й вели вогонь з АГС та ВКК.
28 травня 2019 року похований у місті Нікополь, Центральне міське кладовище.
Без Олександра лишилися мама, дружина та маленький син.

## Нагороди та вшанування
- Указом Президента України № 19/2020 від 21 січня 2020 року за «особисту мужність і самовіддані дії, виявлені у захисті державного суверенітету та територіальної цілісності України» нагороджений орденом «За мужність» III ступеня (посмертно)[4]